# Jan Diesselhorst
Jan Diesselhorst (* 18. März 1954 in Marburg; † 5. Februar 2009 in Berlin) war ein deutscher Cellist.

## Leben
Jan Diesselhorst, ein Enkel des evangelischen Theologen Rudolf Bultmann und Sohn von Gesine Bultmann sowie ihres Ehemanns, des Göttinger Rechtsphilosophen Malte Diesselhorst, wuchs in Göttingen in einer musikliebenden Familie auf. Er studierte Cellospiel zuerst bei Alexander Molzahn in Frankfurt am Main und danach bei Wolfgang Boettcher in Berlin. Nach mehreren Auszeichnungen bestand er 1977 das Probespiel bei den Berliner Philharmonikern, bei denen er zuvor schon aushilfsweise mitgewirkt hatte. 1985 gründete er mit seinen drei Orchesterkollegen Daniel Stabrawa (erste Geige), Christian Stadelmann (zweite Geige) und Neithard Resa (Bratsche) das Philharmonia Quartett Berlin. Das Ensemble erhielt „für seine Britten- und Reger-Einspielungen den Preis der deutschen Schallplattenkritik“. Ferner gehörte er seit seiner Aufnahme bei den Berliner Philharmonikern auch dem Ensemble Die 12 Cellisten des Orchesters an und unterrichtete ab 1990 an der Orchester-Akademie der Berliner Philharmoniker. Bei den Berliner Philharmonikern, zu dessen „markanten Figuren in der ersten Reihe“ Diesselhorst zählte, wirkte er außerdem seit 2003 im Fünferrat und seit 2005 im Orchestervorstand sowie als stellvertretender Stiftungsvorstand mit.
Diesselhorst war mit der Pianistin Gesine Tiefuhr-Diesselhorst verheiratet. Er starb im Alter von 54 Jahren nach einer sechsstündigen Herzklappen-Operation an einem Herzstillstand. Anlässlich seines ersten Todestages veranstalteten das Philharmonia Quartett Berlin, die 12 Cellisten der Berliner Philharmoniker und die Orchester-Akademie der Berliner Philharmoniker am Sonntag, dem 7. Februar 2010, ihm zu Ehren im Kammermusiksaal der Berliner Philharmonie ein Gedenkkonzert.